# Konstantin der Große (Film)
Konstantin der Große (Originaltitel: COstatino il grande) ist ein italienischer Spielfilm aus dem Jahr 1961. Der Monumentalfilm hat den römischen Kaiser Konstantin den Großen zum Thema.

## Handlung
Rom, 4. Jahrhundert nach Christus. Die Herrschaft des Römischen Reiches ist unter Kaiser Diokletian im Osten und Kaiser Maximian im Westen aufgeteilt. Untergeordneter Caesar im Westen ist Constantius Chlorus, der gegen diverse Barbarenstämme ankämpfen muss. Seine Generäle werden von Konstantin angeführt.
Während der Kämpfe wird Konstantin von Kaiser Diokletian nach Rom zurückgerufen und zum Tribun ernannt. In Rom wird er von seiner Geliebten Fausta erwartet. Auf dem Weg nach Rom gerät Konstantin in einen Hinterhalt. Sein Freund Hadrian wird verletzt; die Christin Livia und ihr Vater versorgen ihn. Kaiser Diokletian schickt Maxentius, Anführer der Prätorianergarde und Faustas Bruder, los, um die Verantwortlichen zu bestrafen. Maxentius sieht Konstantin als Rivalen und weist Apuleius an, die Ermittlungen gegen die Verantwortlichen für den Überfall ins Leere laufen zu lassen.
In der Zwischenzeit ist Hadrian davon beeindruckt, wie fest Livia zu ihrem christlichen Glauben steht, und verliebt sich in sie. Er erklärt sie und ihre Gefährten als unschuldig am Angriff auf Konstantin. Da er Kontakt mit Christen hatte, lässt Maximian ihn überwachen. Bei einem Verhör von Delinquenten befragt auch Konstantin einige der verhörten Christen. Als eine Gruppe Christen den Löwen zum Fraß vorgeworfen wird, rettet Konstantin den kleinen Sohn einer Christin. Fausta bittet darum, dem Jungen das Leben zu gewähren.
Livia und ihre Gefährten werden von den Prätorianern aufgespürt; Hadrian versucht vergeblich, Livia zu retten. Hadrian bittet Konstantin um Hilfe; Maxentius sieht seine Chance für eine Falle gekommen. Konstantin befreit Livia aus dem Gefängnis und flieht, weil er verdächtigt wird, den Zenturio getötet zu haben.
Auf seiner Flucht greift Konstantin ein, als sein Vater Constantius von feindlichen Truppen angegriffen wird. Dieser gewinnt die Schlacht, erleidet aber tödliche Verletzungen und enthüllt Konstantin, dass seine Mutter Helena Christin war. Konstantin wird Nachfolger seines Vaters als Caesar und kündigt eine christenfreundliche Politik an. Um keinen Verdacht zu erregen, kündigt Maxentius an, Konstantin unterstützen zu wollen.
Livia hält sich inzwischen in den Bergen versteckt; eine Frau namens Helena, die es sich zur Aufgabe gemacht hat, sich um verfolgte Christen zu kümmern, hilft ihr. In Treviri heiraten inzwischen Konstantin und Fausta.
Konstantin erregt sich über Maxentius, der trotz Friedenszeiten die Truppen verstärkt. Maxentius’ Vater Maximian macht sich Sorgen, weil Konstantin immer mehr zum Christen wird. Als Maximians Mordanschlag auf Konstantin misslingt, stürzt Maximian sich in das Schwert. Maxentius beschuldigt Konstantin, seinen Vater zu Unrecht zu beschuldigen und ermordet zu haben. Der Senat verbündet sich mit Maxentius gegen Konstantin und die Christen; die von Konstantin erlassenen Gesetze werden zurückgenommen. Trotz der Loyalität zu ihrem Vater Maximian und ihrem Bruder Maxentius hält Fausta zu Konstantin.
Die ersten Schlachten zwischen Maxentius und Konstantin fallen für Konstantin siegreich aus. Da erfährt Maxentius, dass Konstantins Mutter Helena wieder aufgetaucht und  eine Christin ist. Livia und Hadrian werden eingekerkert, weigern sich aber, zu verraten, wo Helena ist. Die geschwächte Livia stirbt im Kerker. Helena sorgt dafür, dass Hadrian aus dem Kerker fliehen kann und schickt ihn zu Konstantin.
Als die Dinge sich gegen Konstantin wenden, schleicht sich Fausta zu Maxentius und bittet ihn, aufzugeben. Dieser offenbart, dass die Rache von Maximians Tod nur ein Vorwand war, um gegen Konstantin vorzugehen, und nimmt Fausta als Geisel. Maxentius offenbart dem verzweifelten Konstantin, dass er Helena und Fausta in seiner Gewalt hat und kündigt an, ihn in der Schlacht am nächsten Tag zu besiegen. Von Hadrian erfährt Konstantin, dass er beim Verhör der Christen auch mit seiner Mutter gesprochen und sie in der Zirkusarena gesehen hat. Während Konstantin mit sich hadert, wie er entscheiden soll, sieht er ein Kreuz am Himmel und hört eine Stimme, die sagt, dass er unter diesem Zeichen siegen wird.
Am nächsten Tag geht die Schlacht an der Milvischen Brücke für Konstantin siegreich aus.

## Synchronisation
Die deutsche Fassung des Films hat folgende Synchronsprecher:
| Rolle               | Darsteller        | Synchronsprecher    |
| ------------------- | ----------------- | ------------------- |
| Konstantin          | Cornel Wilde      | Holger Hagen        |
| Amodius             | Gino Marturano    | Horst Naumann       |
| Apuleius            | Vittorio Sanipoli | Wolfgang Eichberger |
| Constantius Chlores | Carlo Ninchi      | Erik Jelde          |
| Kaiser Diokletian   | Annibale Ninchi   | Werner Lieven       |
| Helena              | Elisa Cegani      | Maria Landrock      |
| Fausta              | Belinda Lee       | Marianne Wischmann  |
| Hadrian             | Fausto Tozzi      | Klaus Kindler       |
| Licinius            | Nando Gazzolo     | Christian Marschall |
| Livias Vater        | Enrico Glori      | Anton Reimer        |
| Maxentius           | Massimo Serato    | Helmo Kindermann    |
| Kaiser Maximian     | Tino Carraro      | Robert Klupp        |
| Richter             | Loris Gizzi       | Willy Friedrichs    |
| römischer Offizier  | Franco Fantasia   | Hans von Borsody    |

## Kritiken
„Die Geschichte und Bekehrung (312) Konstantins zum ersten christlichen Kaiser als opernhaft pompöser Monumentalfilm.“